# 恩納なべ
恩納 なべ（おんな なべ、琉球語:うんな なびー、生没年不詳）は、18世紀の琉球王国の農民・女性歌人（琉歌）。尚敬王（在位1713年-1751年）または尚穆王（在位1752年-1794年）の時代に生きたとされる。

## 生涯
沖縄本島北部の恩納間切の農民の娘として生まれた。本名は単に「なべ」といい、出身地からとって恩納なべ（恩納ナビー）と呼ばれる。沖縄学の祖・真境名安興は尚穆王の時代の人とし、山内盛熹（尚泰王近習を経て明治期の琉球音楽研究家）も宜湾朝保から直接聞いた話として同様に述べている（『国頭郡志』）。伝説の多い人物で、「隣間切に金武という恋人がいた」「馬車引きと結婚した」などの話が伝えられる。なお、実在を疑問視する説もある。
農民の心情や情熱的な恋愛を力強く詠う作風で、王国時代の女流歌人として吉屋チルーとならび称される。恩納村には歌碑が建立されている。

## 作品
琉球国王が北山巡視の途中に恩納間切の名勝万座毛に立ち寄ったときに即興で詠んだ琉歌が伝えられている。
また、大陸から清の副使節が北部巡察に訪れる際に、番所の松の木の前の景勝地で若者が毛遊びに興じるのを禁じる立札を琉球王府の役人が立てた時には、
と詠んだ。この歌は琉球舞踊古典の「恩納節」の歌詞となって首里の王府で舞われ、皮肉にも王府の役人によって歌い継がれることになった。

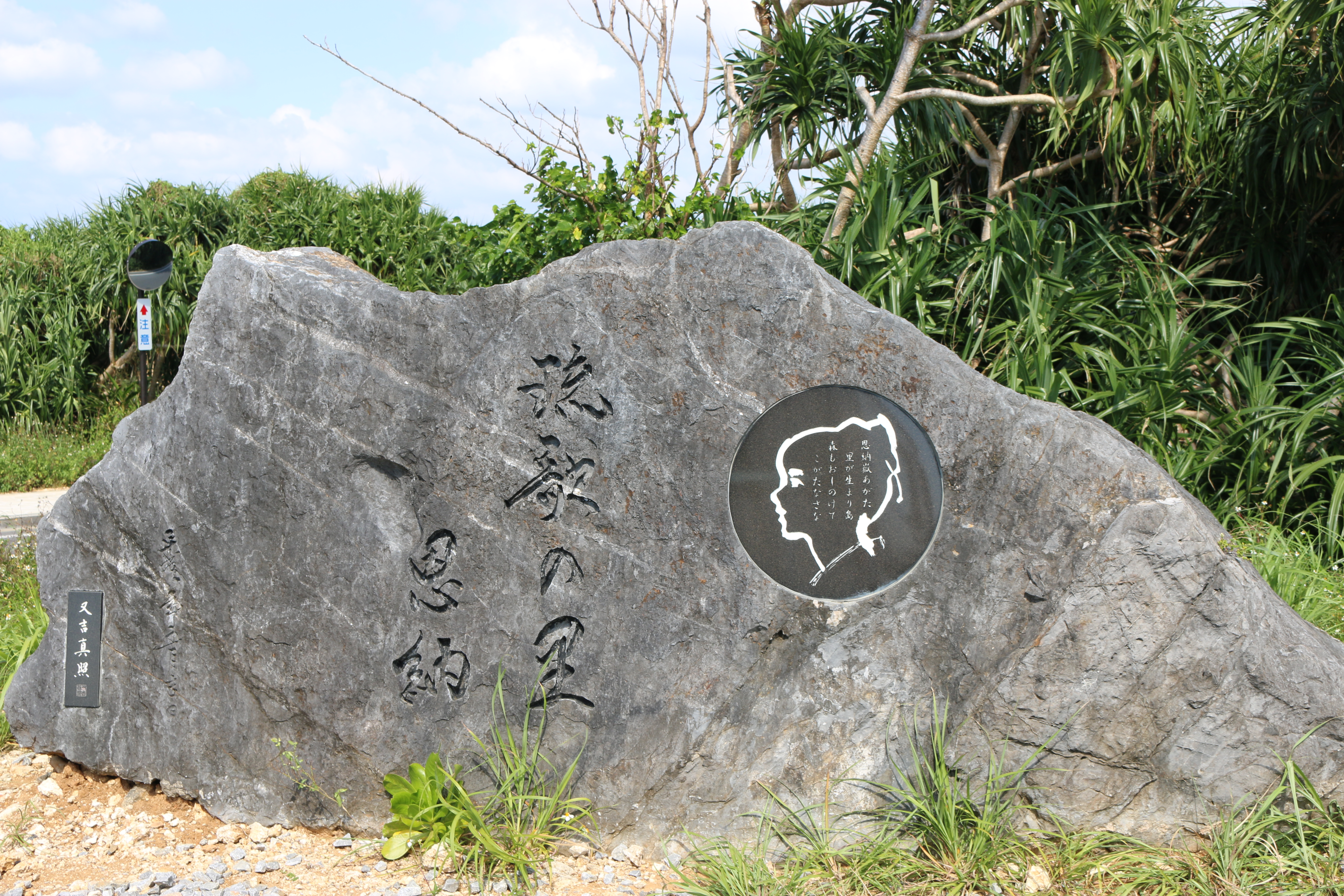
万座毛にある歌碑。「恩納岳あがた 里が生まり島 森もおしのけて こがたなさな」と刻まれている

という歌もあり、美しい自然を詠いあげながら同時に思い切った力強さで心情を投影した。